# 드라마 사랑의 시
드라마 사랑의 시는 1991년 - 1992년, 1998년 - 2005년까지 NHK 종합・교육 텔레비전서 방송된 어린이 드라마이다.

## 방송 목록
NHK 종합 텔레비전 (1991년 - 1998년)
- 논논바와 나: 1991년08월 19일 - 1991년08월 23일
- 속·논논바와 나: 1992년08월 24日 - 1992년08월 28일
- 나의 메이저 리그~백구의 행방~: 1998년07월 20일
- 오구리의 아이: 1998년08월03일 - 1998년08월04일

NHK 교육 텔레비전 (1999년 - 2005년)
- 15 동맹: 1999년01월01일
- 즛코케 삼총사: 1999년04월 10일 - 1999년06월 26일
- 쌍둥이 탐정: 1999년07월03일 - 1999년 10월02일
- 즛코케 삼총사2: 1999년 10월 16일 - 1999년 12월 25일
- 6번째의 사요코: 2000년04월08일 - 2000년06월 24일
- 나니와 소년탐정단: 2000년 10월07일 - 2000년 12월 23일
- 즛코케 삼총사VS쌍둥이 탐정 빛의 세계로 날아라: 2001년01월01일
- 환상의 펜팔 2001: 2001년01월06일 - 2001년03월 24일
- 즛코케 삼총사3: 2001년04월07일 - 2001년06월 23일
- 요리소년 K타로: 2001년 10월06일 - 2001년 12월 22日
- 키테레츠: 2002년01월01일
- 에스퍼 마미: 2002년01월05일 - 2002년03월 23일
- 신 즛코케 삼총사: 2002년04월06일 - 2002년06월 22일
- 어느 쪽이 어느 쪽!: 2002년 10월05일 - 2002년 12월 28일
- 파파 톨드★미 소중한 너에게: 2003년04월 12일 - 2003년06월 28일
- 천사 같은: 2003년07월05일 - 2003년09월 20일
- 미니 모니에서 브레멘 음악대: 2004년01월 10일 - 2004년03월 27일